# فطر أصابع الرجل الميت

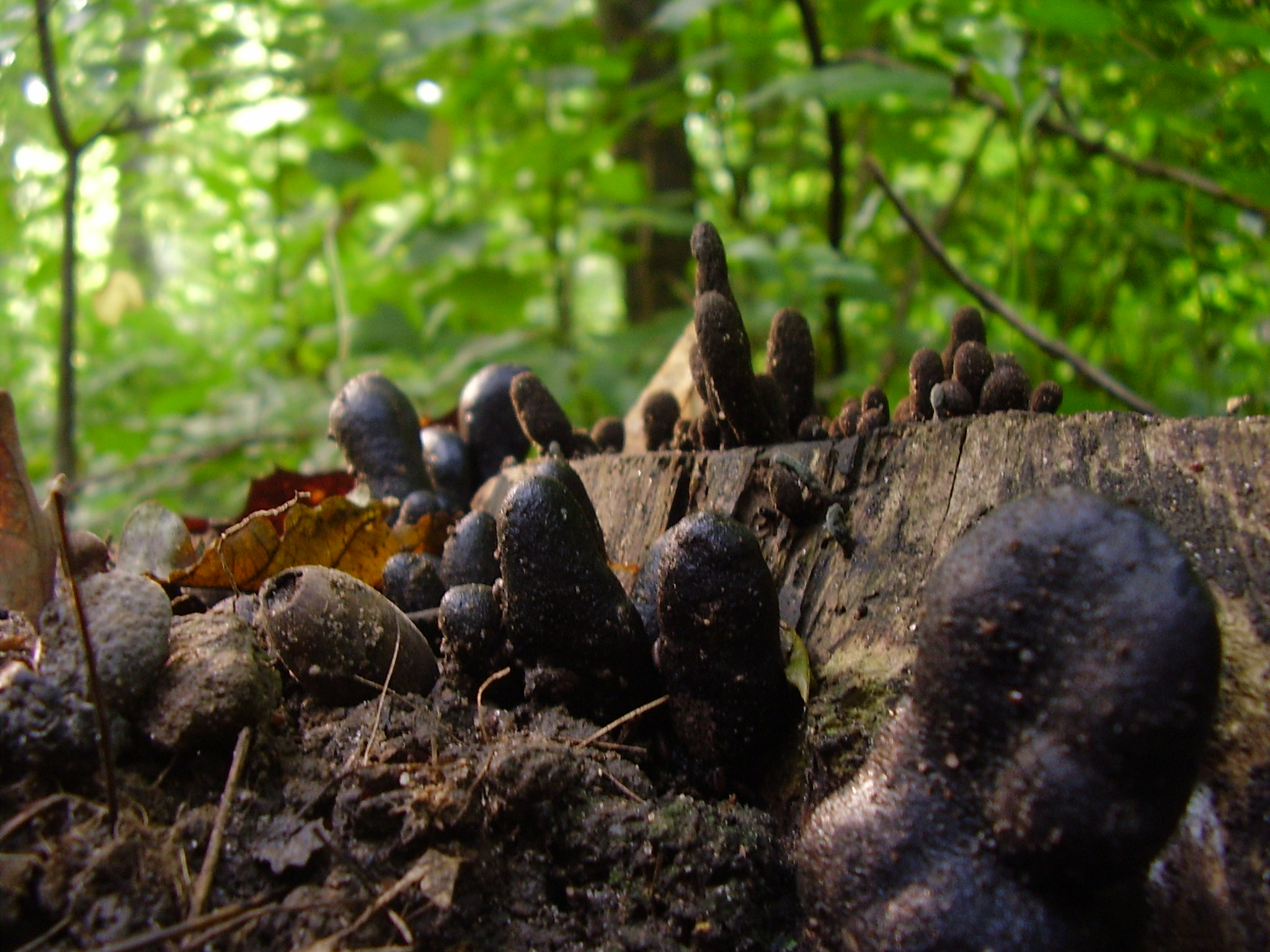
فطر أصابع الرجل الميت

فطر أصابع الرجل الميت وتُسمى أيضًا الخشبية مُتعددة الأشكال (الاسم العلمي: Xylaria polymorpha) هو فطر تغذية ترممية، ينمو هذا الفطر على قواعد جذوع نبات الزان على مدار العام، وأحياناً على الأخشاب القاسية المدفونة الأخرى. وهو فطر شائع في بريطانيا وإيرلندا ووُجِد أيضاً في عدة مناطق من أمريكا الشمالية.